# Campionati mondiali juniores di sci alpino 2007
I Campionati mondiali juniores di sci alpino 2007 si sono svolti in Austria, ad Altenmarkt-Zauchensee e Flachau, dal 6 all'11 marzo. Il programma ha incluso gare di discesa libera, supergigante, slalom gigante, slalom speciale e combinata, tutte sia maschili sia femminili. A contendersi i titoli di campioni mondiali juniores sono stati i ragazzi e le ragazze nati tra il 1987 e il 1991.

## Risultati

### Uomini

#### Discesa libera
| Pos. | Atleta               | Nazione     | Tempo   |
| ---- | -------------------- | ----------- | ------- |
| 1    | Beat Feuz            | Svizzera    | 1:38,41 |
| 2    | Matts Olsson         | Svezia      | 1:38,85 |
| 3    | Bernhard Graf        | Austria     | 1:38,96 |
| 4    | Marco Fuchs          | Austria     | 1:38,99 |
| 5    | Will Brandenburg     | Stati Uniti | 1:39,33 |
| 6    | Filip Flisar         | Slovenia    | 1:39,47 |
| 7    | Miha Kuerner         | Slovenia    | 1:39,49 |
| 8    | Travis Ganong        | Stati Uniti | 1:39,53 |
| 9    | Joachim Puchner      | Austria     | 1:39,55 |
| 10   | Johannes Unterberger | Austria     | 1:39,59 |

Data: 6 marzo

Località: Altenmarkt-Zauchensee

Ore: 9.00 (UTC+1)

Partenza: 2 096 m s.l.m.

Arrivo: 1 380 m s.l.m.

Lunghezza: 2 680 m

Dislivello: 716 m

Porte: 43

Tracciatore:

#### Supergigante
| Pos. | Atleta          | Nazione  | Tempo   |
| ---- | --------------- | -------- | ------- |
| 1    | Beat Feuz       | Svizzera | 1:07,77 |
| 2    | Joachim Puchner | Austria  | 1:07,85 |
| 3    | Bernhard Graf   | Austria  | 1:07,96 |
| 4    | Marco Fuchs     | Austria  | 1:08,31 |
| 5    | Matts Olsson    | Svezia   | 1:08,32 |
| 6    | Miha Kuerner    | Slovenia | 1:08,54 |
| 7    | Mauro Caviezel  | Svizzera | 1:08,73 |
| 8    | Filip Flisar    | Slovenia | 1:09,11 |
| 9    | Daniel Ericsson | Svezia   | 1:09,19 |
| 10   | Fritz Dopfer    | Austria  | 1:09,45 |

Data: 8 marzo

Località: Altenmarkt-Zauchensee

Ore: 9.00 (UTC+1)

Partenza: 1 903 m s.l.m.

Arrivo: 1 380 m s.l.m.

Lunghezza: 1 900 m

Dislivello: 523 m

Porte: 34

Tracciatore:

#### Slalom gigante
| Pos. | Atleta            | Nazione   | Tempo   |
| ---- | ----------------- | --------- | ------- |
| 1    | Marcel Hirscher   | Austria   | 2:14,01 |
| 2    | Marcus Sandell    | Finlandia | 2:14,86 |
| 3    | Matts Olsson      | Svezia    | 2:15,17 |
| 4    | Markus Nilsen     | Norvegia  | 2:15,40 |
| 5    | Samy Blanc        | Francia   | 2:15,42 |
| 6    | Bernhard Graf     | Austria   | 2:15,78 |
| 7    | Fritz Dopfer      | Austria   | 2:15,88 |
| 8    | Hagen Patscheider | Italia    | 2:15,95 |
| 9    | Joachim Puchner   | Austria   | 2:16,09 |
| 10   | Miha Kuerner      | Slovenia  | 2:16,26 |

Data: 9 marzo

Località: Flachau

1ª manche:

Ore: 9.00 (UTC+1)

Partenza: 1 320 m s.l.m.

Arrivo: 960 m s.l.m.

Dislivello: 360 m

Porte: 41

Tracciatore:

2ª manche:

Ore: 12.00 (UTC+1)

Partenza: 1 320 m s.l.m.

Arrivo: 960 m s.l.m.

Dislivello: 360 m

Porte: 41

Tracciatore:

#### Slalom speciale
| Pos. | Atleta               | Nazione  | Tempo   |
| ---- | -------------------- | -------- | ------- |
| 1    | Matic Skube          | Slovenia | 1:49,45 |
| 2    | Marcel Hirscher      | Austria  | 1:49,56 |
| 3    | Beat Feuz            | Svizzera | 1:50,73 |
| 4    | Armin Triendl        | Austria  | 1:50,81 |
| 5    | Mauro Caviezel       | Svizzera | 1:50,91 |
| 6    | Miha Kuerner         | Slovenia | 1:51,09 |
| 7    | Fritz Dopfer         | Austria  | 1:51,15 |
| 8    | Leif Kristian Haugen | Norvegia | 1:51,20 |
| 9    | Anže Mravlja         | Slovenia | 1:51,54 |
| 10   | Bernhard Graf        | Austria  | 1:51,63 |

Data: 10 marzo

Località: Flachau

1ª manche:

Ore: 8.30 (UTC+1)

Partenza: 1 160 m s.l.m.

Arrivo: 960 m s.l.m.

Dislivello: 200 m

Porte: 66

Tracciatore:

2ª manche:

Ore: 12.00 (UTC+1)

Partenza: 1 160 m s.l.m.

Arrivo: 960 m s.l.m.

Dislivello: 200 m

Porte: 62

Tracciatore:

#### Combinata
| Pos. | Atleta         | Nazione     | Punti  |
| ---- | -------------- | ----------- | ------ |
| 1    | Beat Feuz      | Svizzera    | 22,36  |
| 2    | Bernhard Graf  | Austria     | 31,31  |
| 3    | Miha Kuerner   | Slovenia    | 38,74  |
| 4    | Matic Skube    | Slovenia    | 41,92  |
| 5    | Fritz Dopfer   | Austria     | 47,95  |
| 6    | Travis Ganong  | Stati Uniti | 71,49  |
| 7    | Anže Mravlja   | Slovenia    | 89,76  |
| 8    | Tommy Ford     | Stati Uniti | 94,05  |
| 9    | Patrick Jazbec | Slovenia    | 97,87  |
| 10   | Tim Lindgren   | Svezia      | 104,50 |

Data: 6-10 marzo

Località: Altenmarkt-Zauchensee, Flachau

Classifica stilata attraverso i piazzamenti ottenuti
in discesa libera, slalom gigante e slalom speciale

### Donne

#### Discesa libera
| Pos. | Atleta              | Nazione       | Tempo   |
| ---- | ------------------- | ------------- | ------- |
| 1    | Tina Weirather      | Liechtenstein | 1:39,69 |
| 2    | Lara Gut            | Svizzera      | 1:39,76 |
| 3    | Nicole Schmidhofer  | Austria       | 1:40,50 |
| 4    | Stefanie Moser      | Austria       | 1:40,54 |
| 5    | Gina Stechert       | Germania      | 1:40,64 |
| 6    | Edit Miklós         | Romania       | 1:40,79 |
| 7    | Larisa Yurkiw       | Canada        | 1:40,86 |
| 8    | Anne-Sophie Barthet | Francia       | 1:41,07 |
| 9    | Ilka Štuhec         | Slovenia      | 1:41,09 |
| 10   | Viktoria Rebensburg | Germania      | 1:41,14 |

Data: 7 marzo

Località: Altenmarkt-Zauchensee

Ore: 9.30 (UTC+1)

Partenza: 2 096 m s.l.m.

Arrivo: 1 380 m s.l.m.

Lunghezza: 2 680 m

Dislivello: 716 m

Porte: 43

Tracciatore:

#### Supergigante
| Pos. | Atleta              | Nazione       | Tempo   |
| ---- | ------------------- | ------------- | ------- |
| 1    | Nicole Schmidhofer  | Austria       | 1:19,34 |
| 2    | Tina Weirather      | Liechtenstein | 1:19,45 |
| 3    | Eva-Maria Brem      | Austria       | 1:19,72 |
| 4    | Maruša Ferk         | Slovenia      | 1:20,38 |
| 5    | Viktoria Rebensburg | Germania      | 1:20,45 |
| 6    | Ilka Štuhec         | Slovenia      | 1:20,57 |
| 7    | Francesca Marsaglia | Italia        | 1:20,59 |
| 8    | Evelyn Pernkopf     | Austria       | 1:20,88 |
| 9    | Stefanie Moser      | Austria       | 1:21,03 |
| 10   | Leanne Smith        | Stati Uniti   | 1:21,06 |

Data: 8 marzo

Località: Altenmarkt-Zauchensee

Ore: 9.00 (UTC+1)

Partenza: 1 903 m s.l.m.

Arrivo: 1 380 m s.l.m.

Lunghezza: 1 900 m

Dislivello: 523 m

Porte: 37

Tracciatore:

#### Slalom gigante
| Pos. | Atleta             | Nazione       | Tempo   |
| ---- | ------------------ | ------------- | ------- |
| 1    | Nicole Schmidhofer | Austria       | 2:14,90 |
| 2    | Tina Weirather     | Liechtenstein | 2:15,20 |
| 3    | Eva-Maria Brem     | Austria       | 2:15,45 |
| 4    | Olivia Bertrand    | Francia       | 2:16,30 |
| 5    | Aude Aguilaniu     | Francia       | 2:16,74 |
| 6    | Maruša Ferk        | Slovenia      | 2:16,89 |
| 7    | Stefanie Wopfner   | Austria       | 2:16,91 |
| 8    | Anémone Marmottan  | Francia       | 2:16,99 |
| 9    | Tessa Worley       | Francia       | 2:17,15 |
| 10   | Nina Løseth        | Norvegia      | 2:17,17 |

Data: 8 marzo

Località: Flachau

1ª manche:

Ore: 8.30 (UTC+1)

Partenza: 1 320 m s.l.m.

Arrivo: 960 m s.l.m.

Dislivello: 360 m

Porte: 44

Tracciatore:

2ª manche:

Ore: 11.30 (UTC+1)

Partenza: 1 320 m s.l.m.

Arrivo: 960 m s.l.m.

Dislivello: 360 m

Porte: 41

Tracciatore:

#### Slalom speciale
| Pos. | Atleta            | Nazione     | Tempo   |
| ---- | ----------------- | ----------- | ------- |
| 1    | Ilka Štuhec       | Slovenia    | 1:44,23 |
| 2    | Katharina Dürr    | Germania    | 1:44,30 |
| 3    | Simone Streng     | Austria     | 1:44,79 |
| 4    | Maruša Ferk       | Slovenia    | 1:45,12 |
| 5    | Susanne Riesch    | Germania    | 1:45,41 |
| 6    | Célina Hangl      | Svizzera    | 1:45,42 |
| 7    | Christina Ammerer | Germania    | 1:45,58 |
| 8    | Kiley Staples     | Stati Uniti | 1:45,65 |
| 9    | Michaela Smutná   | Rep. Ceca   | 1:45,89 |
| 10   | Jana Gantnerová   | Slovacchia  | 1:46,16 |

Data: 11 marzo

Località: Flachau

1ª manche:

Ore: 8.45 (UTC+1)

Partenza: 1 160 m s.l.m.

Arrivo: 960 m s.l.m.

Dislivello: 200 m

Porte: 46

Tracciatore:

2ª manche:

Ore: 11.00 (UTC+1)

Partenza: 1 160 m s.l.m.

Arrivo: 960 m s.l.m.

Dislivello: 200 m

Porte: 67

Tracciatore:

#### Combinata
| Pos. | Atleta               | Nazione     | Punti  |
| ---- | -------------------- | ----------- | ------ |
| 1    | Ilka Štuhec          | Slovenia    | 35,66  |
| 2    | Nicole Schmidhofer   | Austria     | 39,12  |
| 3    | Maruša Ferk          | Slovenia    | 42,16  |
| 4    | Stefanie Moser       | Austria     | 45,87  |
| 5    | Vanja Brodnik        | Slovenia    | 80,35  |
| 6    | Andrea Dettling      | Svizzera    | 99,23  |
| 7    | Kiley Staples        | Stati Uniti | 102,01 |
| 8    | Monika Springl       | Germania    | 104,45 |
| 9    | Eleonora Anna Teglia | Italia      | 116,62 |
| 10   | Nastasia Noens       | Francia     | 125,96 |

Data: 7-11 marzo

Località: Altenmarkt-Zauchensee, Flachau

Classifica stilata attraverso i piazzamenti ottenuti
in discesa libera, slalom gigante e slalom speciale

## Medagliere per nazioni
| Pos. | Nazione       | Oro | Argento | Bronzo | Totale |
| ---- | ------------- | --- | ------- | ------ | ------ |
| 1    | Austria       | 3   | 4       | 6      | 13     |
| 2    | Svizzera      | 3   | 1       | 1      | 5      |
| 3    | Slovenia      | 3   | 0       | 2      | 5      |
| 4    | Liechtenstein | 1   | 2       | 0      | 3      |
| 5    | Svezia        | 0   | 1       | 1      | 2      |
| 6    | Finlandia     | 0   | 1       | 0      | 1      |
| 6    | Germania      | 0   | 1       | 0      | 1      |